# Rimini aranybulla

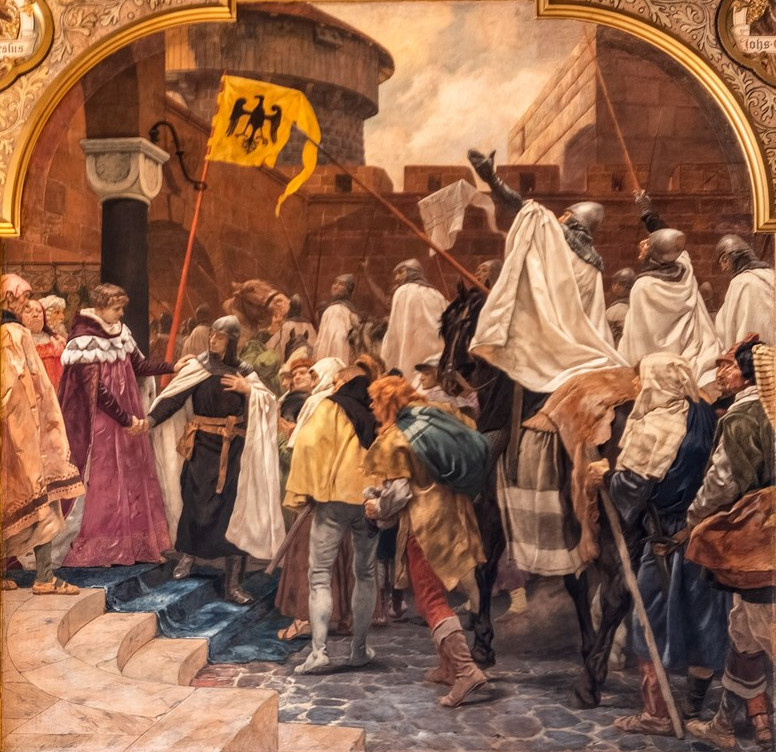
II. Frigyes német császár bebocsátja a teuton lovagokat Poroszföldre

A rimini aranybulla II. Frigyes német-római császár kiváltságleve, amit a Német Lovagrend nagymesterének, Salzai Hermannak nyújtott át az itáliai Rimini városában 1226. március 26-án.
A Német lovagrendet 1225-ben II. András magyar király elűzte Dél-Erdélyből. Ennek oka az volt, hogy a korábban nekik adományozott borzasági vidéken és a kunoktól elfoglalta havaselvei területek összekapcsolásával önálló országot akart kiépíteni, s ehhez III. Honoriusz pápa támogatását kérték, hűbéruruknak ismerve el.
A Lengyelországba menekült lovagok Mazóviai Konrádtól ajánlatot kaptak, hogy telepedjenek le Kulmban és védjék meg a lengyel határt a Balti-tenger partvidéke felől jövő támadásoktól. A Támadók nem mások voltak, mint a pogány balti poroszok. Konrád úgy szerette volna, ha a rend meghódítja a területeket az ő részére.
A rend nagymestere, Salzai Németországban több fontos szolgálatot tett Frigyes császárnak, ezért az Itáliában tartózkodó császár hálája jeleképp egy kiváltságlevelet adott neki, amelyben jogot szerzett nekik a majdan meghódítandó területek birtoklására. Emellé különállást biztosított a Német-római Birodalomtól.
A bulla többek közt ezt tartalmazza:
„Konrád testvérünk felajánlotta és megígérte Herrmann testvérünknek, a jeruzsálemi németek Szűz Mária szent kórháza (a Német Lovagrend) nagymesterének, hogy a rendnek adományozza a Kulmer földet, amely területe és a poroszok között van, hogy birtokukba vehessék Poroszországot. (Terra Prussiae) ...emlékeztetünk arra a tényre, hogy ez a terület a Birodalomhoz tartozik, megbízunk a nagymester ítéletében (...) emlékeztetünk arra, hogy Poroszország összes területére a Birodalomnak ősi joga van...”
Konrád formálisan csak 1228-ban egyezett bele az aranybulla végzésébe. 1230-ban a kruszwicai egyezmény ezt szentesítette elvileg, de a jelenkori történészeknek is az a véleménye, hogy ezt a lovagok meghamisították. 1234-ben IX. Gergely pápa privilégiumában megerősítette a rimini aranybullát.
A kiváltság mint a Német Lovagrend államának alapköve, ugyanakkor akadályt is jelentett, hogy a lovagrend visszaszerhesse Poroszországot, amit Brandenburgi Albert protestáns világi hercegséggé szervezett át az egyházi államból, tekintve, hogy az aranybulla külön választotta az országot Németországtól, tehát valójában sosem képezte a birodalom részét.